# Ignacy Jeszu I
Ignacy Jeszu I (ur. ?, zm. ?) – w latach 1509–1512 94. syryjsko-prawosławny Patriarcha Antiochii. 